# Бакр Абдин, Хосам
Хосам Хуссейн Бакр Абдин (араб. حسام بكر حسام عابدين‎; 26 октября 1985) — египетский боксёр-любитель, выступавший в первой средней и в средней весовых категориях. Двукратный участник Олимпийских игр (2008, 2016 годов), бронзовый призёр чемпионата мира (2015), бронзовый призёр Всеафриканских игр (2007), чемпион Африки (2015), серебряный призёр чемпионата Африки (2017), серебряный призёр Средиземноморских игр (2013), серебряный призёр Панарабских игр (2011), многократный чемпион Египта в любителях.

## Спортивная биография
В 2004 году Абдин смог пробиться в четвертьфинал юниорского чемпионата мира, но там уступил кубинцу Карлосу Банто 11:27. В 2007 году Хосам Абдин выиграл свою первую значимую международную награду. На Всеафриканских играх в Алжире египетский боксёр стал бронзовым призёром. В январе 2008 года Абдин одержал победу в 1-м квалификационном турнире Африки в категории до 69 кг, что принесло ему олимпийскую лицензию на Игры в Пекине.
На летних Олимпийских играх 2008 года Хосам Абдин выступил в категории до 69 кг. По итогам жеребьёвки египтянин получил право стартовать сразу со второго раунда. Первым соперником Абдина стал боксёр из Таиланда Нон Бунчамнонг. Поединок прошёл в упорной борьбе и закончился победой египтянина с минимальным счётом 11:10. В четвертьфинале Хосам в очередной раз ничего не смог противопоставить Карлосу Банто, уступив со счётом 2:10.
На чемпионате мира 2009 года Абдин смог пробиться во второй раунд, но там со счётом 5:10 уступил будущему чемпиону немцу Джеку Кулкаю. Не сумев отобраться на летние Олимпийские игры 2012 года в Лондон Хосам принял решение сменить весовую категорию, перейдя в средний вес (до 75 кг). На мировом первенстве 2013 года на пути Абдина встал ещё один немецкий боксёр. В третьем раунде соревнований египтянин по итогам трёх раундов уступил Штефану Хертелю. В том же году Хосам стал серебряным призёром Средиземноморских игр. На чемпионате мира 2015 года египтянин одержал две победы и вышел в полуфинал, где его соперником стал кубинец Арлен Лопес. Во всех трёх раундах победу одержал Лопес. Абдин стал бронзовым призёром чемпионата, а также завоевал именную путёвку на Игры в Рио-де-Жанейро.